# ケビン・ジョーンズ (バスケットボール)
ケビン・アンドルー・ジョーンズ（Kevin Andrew Jones, 1989年8月25日 - ）は、アメリカ合衆国・ニューヨーク州マウントバーノン出身のバスケットボール選手。レバンガ北海道に所属している。ポジションはパワーフォワード。身長203cm、体重110kg。

## 経歴
ウェストバージニア大学に4年間所属し、2012年のNBAドラフトでは指名されず、同年9月10日にクリーブランド・キャバリアーズと3年契約を結んだ。。2012-13シーズンでは、32試合に平均10.4分の出場で、3.0得点・2.4リバウンドなどを記録した。
しかし、翌2013-14シーズン開幕前の7月に解雇された。
その後、アメリカ以外の国のいくつかの球団に所属した。
Bリーグ 2018-19開幕前に琉球ゴールデンキングスと契約した。このシーズンでは、27試合(15先発)に平均30.6分の出場で13.1得点・9.1リバウンド・1.9アシスト・1.5スティール・0.7ブロックなどを記録した。
Bリーグ 2019-20開幕前にアルバルク東京と契約した。このシーズンでは、23試合(3先発)に平均26.3分の出場で15.4得点・7.2リバウンド・2.0アシスト・1.1スティール・0.8ブロックなどを記録した。
Bリーグ 2020-21シーズンでは、47試合(24先発)に平均28.9分の出場で16.0得点・8.1リバウンド・1.7アシスト・1.1スティール・0.7ブロックなどを記録した。
Bリーグ 2021-22開幕前にサンロッカーズ渋谷と契約した。2022年10月16日の千葉ジェッツふなばしでBリーグ歴代2位となる1試合50得点を記録した。このシーズンでは、21試合(9先発)に平均26.7分の出場で15.2得点・5.8リバウンド・1.3アシスト・0.9スティール・0.9ブロックなどを記録した。
Bリーグ 2022-23シーズンでは、58試合(37先発)に平均29.1分の出場で16.3得点・7.4リバウンド・1.7アシスト・0.9スティール・0.8ブロックなどを記録した。
Bリーグ 2023-24開幕前に京都ハンナリーズと契約した。全試合（60先発）に出場し、このシーズンでは、平均32.9分の出場で14.6得点・7.8リバウンド・1.4アシスト・0.6スティール・0.6ブロックなどを記録した。
Bリーグ 2024-25開幕前にサンロッカーズ渋谷と契約した。
Bリーグ 2025-26開幕前にレバンガ北海道と契約した。

## 個人成績

### NBAレギュラーシーズン
| シーズン | チーム | GP | GS | MPG  | FG%  | 3P% | FT%  | RPG | APG | SPG | BPG | TO | PPG |
| -------- | ------ | -- | -- | ---- | ---- | --- | ---- | --- | --- | --- | --- | -- | --- |
| 2012–13  | CLE    | 32 | 0  | 10.4 | .402 | --- | .600 | 2.4 | .3  | .3  | .2  | .3 | 3.0 |

### Bリーグレギュラーシーズン
| シーズン | チーム | GP | GS | MPG  | FG%  | 3P%  | FT%  | RPG | APG | SPG | BPG | TO  | PPG  |
| -------- | ------ | -- | -- | ---- | ---- | ---- | ---- | --- | --- | --- | --- | --- | ---- |
| 2018-19  | 琉球   | 27 | 15 | 30.6 | .461 | .324 | .677 | 9.1 | 1.9 | 1.5 | .7  | .7  | 13.1 |
| 2019-20  | 東京   | 23 | 3  | 26.3 | .534 | .364 | .756 | 7.2 | 2.0 | 1.1 | .8  | 1.1 | 15.4 |
| 2020-21  | 東京   | 47 | 24 | 28.9 | .564 | .416 | .669 | 8.1 | 1.7 | 1.1 | .7  | .6  | 16.0 |
| 2021-22  | 渋谷   | 21 | 9  | 26.7 | .500 | .459 | .640 | 5.8 | 1.3 | .9  | .9  | .5  | 15.2 |
| 2022-23  | 渋谷   | 58 | 37 | 29.1 | .499 | .389 | .643 | 7.4 | 1.7 | .9  | .8  | .8  | 16.3 |